# Caída del Reino de Hawái
La caída del Reino de Hawái tuvo lugar el 17 de enero de 1893, con un golpe de Estado contra la reina Liliʻuokalani en la isla de Oahu por parte de ciudadanos del Reino de Hawái, de Estados Unidos y residentes extranjeros que residían en Honolulu. La mayoría de los insurgentes fueron extranjeros. Los revolucionarios establecieron la República de Hawái, pero su objetivo final era la anexión de las islas a los Estados Unidos, que tuvo lugar en 1898.

## Antecedentes
La dinastía Kamehameha fue la monarquía reinante del Reino de Hawái, comenzando con su fundación por Kamehameha I en 1795, hasta la muerte de Kamehameha V en 1872 y Lunalilo en 1874. El 6 de julio de 1846, el Secretario de Estado de los Estados Unidos John C. Calhoun, en nombre del presidente John Tyler, otorgó el reconocimiento formal de la independencia de Hawái bajo el reinado de Kamehameha III. Como resultado del reconocimiento de la independencia de Hawái, el Reino de Hawái celebró tratados con las principales naciones del mundo y estableció más de noventa legaciones y consulados en múltiples puertos y ciudades. El reino continuaría por otros veintiún años hasta su derrocamiento en 1893 con la caída de la Casa de Kalākaua.

### Reciprocidad del azúcar
El azúcar fue la principal exportación por Hawái desde la llegada del capitán James Cook en 1778. La primera plantación permanente en las islas fue en Kauai en 1835. William Northey Hooper arrendó 980 acres de tierra (4.0 km²) de Kamehameha III y cultivó allí caña de azúcar. Dentro de treinta años habría plantaciones en cuatro de las principales islas. El azúcar había alterado completamente la economía de Hawái.
La influencia de los Estados Unidos en el gobierno hawaiano comenzó cuando los propietarios de plantaciones oriundos de Estados Unidos exigieron una opinión en la política del reino. Esto fue motivado por la religión misionera y la economía de la industria azucarera. La presión de estos políticos nacidos en el extranjero era sentida por el rey y los jefes con demandas de tenencia de tierras. Después de una ocupación de cinco meses por parte de los británicos en 1843, Kamehameha III cedió ante los asesores extranjeros a las demandas de terrenos privados a través del Gran Mahele; la distribución de las tierras fue impulsada en gran medida por los misioneros, entre ellos Gerrit P. Judd. Durante la década de 1850, el arancel de importación de los Estados Unidos sobre el azúcar de Hawái era mucho más alto que los aranceles de importación que los hawaianos cobraban a los estadounidenses, y Kamehameha III procuraba la reciprocidad. El monarca deseaba reducir los aranceles que se pagaban a los Estados Unidos, sin dejar de mantener la soberanía del reino y haciendo que el azúcar hawaiano fuera competitivo con otros mercados extranjeros. En 1854, Kamehameha III propuso una política de reciprocidad entre los países, pero la propuesta no prosperó en el Senado de los Estados Unidos.

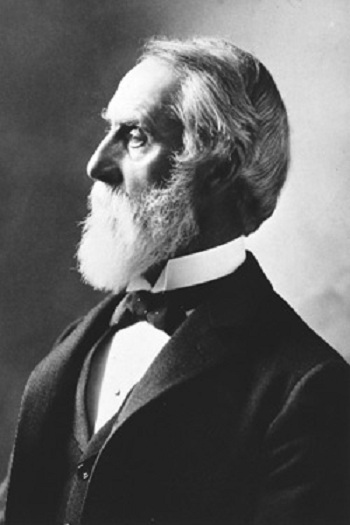
Charles Reed Bishop, Ministro de Relaciones Exteriores (Hawái).

Desde 1873, una comisión militar de los Estados Unidos aconsejó intentar obtener la Isla Ford a cambio de la importación de azúcar libre de impuestos para Estados Unidos. El General de División John Schofield, comandante estadounidense de la división militar del Pacífico, y el brigadier brevet, el general Burton S. Alexander, arribaron a Hawái para determinar su capacidad defensiva. El control de los Estados Unidos sobre Hawái fue considerado vital para la defensa de la costa oeste de los Estados Unidos, y estaban especialmente interesados en Puu Loa, Pearl Harbor. La venta de uno de los puertos de Hawái fue propuesta por Charles Reed Bishop, un extranjero que se había casado con una integrante de la familia Kamehameha, había ascendido en el gobierno para ser Ministro de Asuntos Exteriores de Hawái y era propietario de una casa de campo cerca de Puu Loa. Mostró a los dos oficiales de los Estados Unidos alrededor de los lagos, aunque su esposa, Bernice Pauahi Bishop, desaprobó discretamente la venta de tierras hawaianas. El monarca, William Charles Lunalilo, se contentó con dejar que Bishop manejara casi todos los asuntos de negocios, pero la cesión de tierras se volvería impopular entre los nativos hawaianos. Muchos isleños pensaron que todas las islas, en lugar de solo Pearl Harbor, podrían perderse y se opusieron a cualquier cesión de tierras. En noviembre de 1873, Lunalilo canceló las negociaciones y volvió a tomar bebidas alcohólicas, en contra del consejo de su médico; su salud declinó rápidamente y murió el 3 de febrero de 1874.
Lunalilo no dejó herederos. La legislatura estaba facultada por la constitución para elegir al monarca en estos casos y eligió a David Kalakaua como el nuevo monarca. El gobierno de los Estados Unidos presionó al nuevo gobernante para que entregara Pearl Harbor a la Armada de los Estados Unidos. A Kalakaua le preocupaba que esto condujera a la anexión por Estados Unidos y a la contravención de las tradiciones de los hawaianos, quienes creían que la tierra «era fértil, sagrada y no estaba a la venta para nadie». De 1874 a 1875, Kalakaua viajó a los Estados Unidos para una visita de estado a Washington D. C. para ayudar a obtener apoyo para un nuevo tratado. El congreso aceptó el Tratado de reciprocidad de 1875 durante siete años a cambio de la isla Ford. Después del tratado, la producción de azúcar se expandió de 12 000 acres (49 km²) de tierras de cultivo a 125 000 acres (510 km²) en 1891. Al final del acuerdo de reciprocidad de siete años, Estados Unidos mostró poco interés en la renovación.

### Rebelión de 1887 y la Constitución Bayoneta

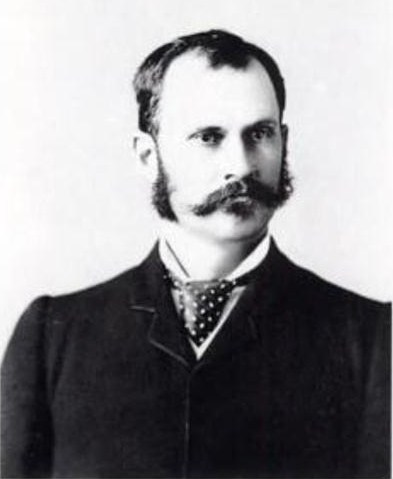
Lorrin Thurston, Ministro del Interior (Hawái)

El 20 de enero de 1887, Estados Unidos arrendó Pearl Harbor. Poco después, un grupo de la mayoría de los no hawaianos que se llamaban a sí mismos la Liga Patriótica de Hawái inició la Rebelión de 1887. Redactaron su propia constitución el 6 de julio de ese mismo año. 
La nueva constitución fue escrita por Lorrin Thurston, el ministro del Interior de Hawái, quien utilizó a la milicia hawaiana como amenaza contra Kalakaua. Kalakaua fue coaccionado bajo amenaza de asesinato para destituir a los ministros de su gabinete y firmar una nueva constitución que disminuyó significativamente su poder. Esta sería conocida como la Constitución Bayoneta.
La Constitución Bayoneta le permitió al monarca nombrar ministros del gabinete, pero le había quitado el poder de destituirlos sin la aprobación de la Legislatura. La elegibilidad para votar por la Casa de los Nobles también se modificó, estipulando que tanto los candidatos como los votantes debían poseer propiedades valorizados como mínimo en tres mil dólares, o tener un ingreso anual de no menos de seiscientos dólares. Esto dio lugar a la privación de derechos a dos tercios de los hawaianos nativos, así como a otros grupos étnicos que anteriormente tenían derecho a votar pero que ya no podían cumplir con los nuevos requisitos de votación. Esta nueva constitución benefició a los propietarios blancos de plantaciones extranjeras. Ahora que la legislatura era responsable de naturalizar a los ciudadanos, los estadounidenses y los europeos podrían conservar la ciudadanía de su país de origen y votar como ciudadanos del reino. Junto con los privilegios de voto, los estadounidenses podrían postularse para un cargo y aún conservar su ciudadanía de los Estados Unidos, e incluso permitía que los estadounidenses voten sin naturalizarse. Los inmigrantes asiáticos fueron completamente excluidos y ya no podían adquirir la ciudadanía ni el derecho a voto.
En ese momento de la Constitución Bayoneta, Grover Cleveland era presidente de Estados Unidos y su secretario de estado, Thomas Francis Bayard, envió instrucciones por escrito al ministro estadounidense George W. Merrill de que, en el caso de que se produzca otra revolución en Hawái, era prioridad proteger vidas, bienes y el comercio estadounidense. En julio de 1889, hubo una rebelión a pequeña escala, y el ministro Merrill desembarcó a infantes de marina para proteger a los estadounidenses; el Departamento de Estado aprobó categóricamente su acción. El sustituto de Merrill, el ministro John L. Stevens, leyó aquellas instrucciones oficiales y las aplicó en sus controvertidas acciones de 1893.

### Rebelión de Wilcox de 1888

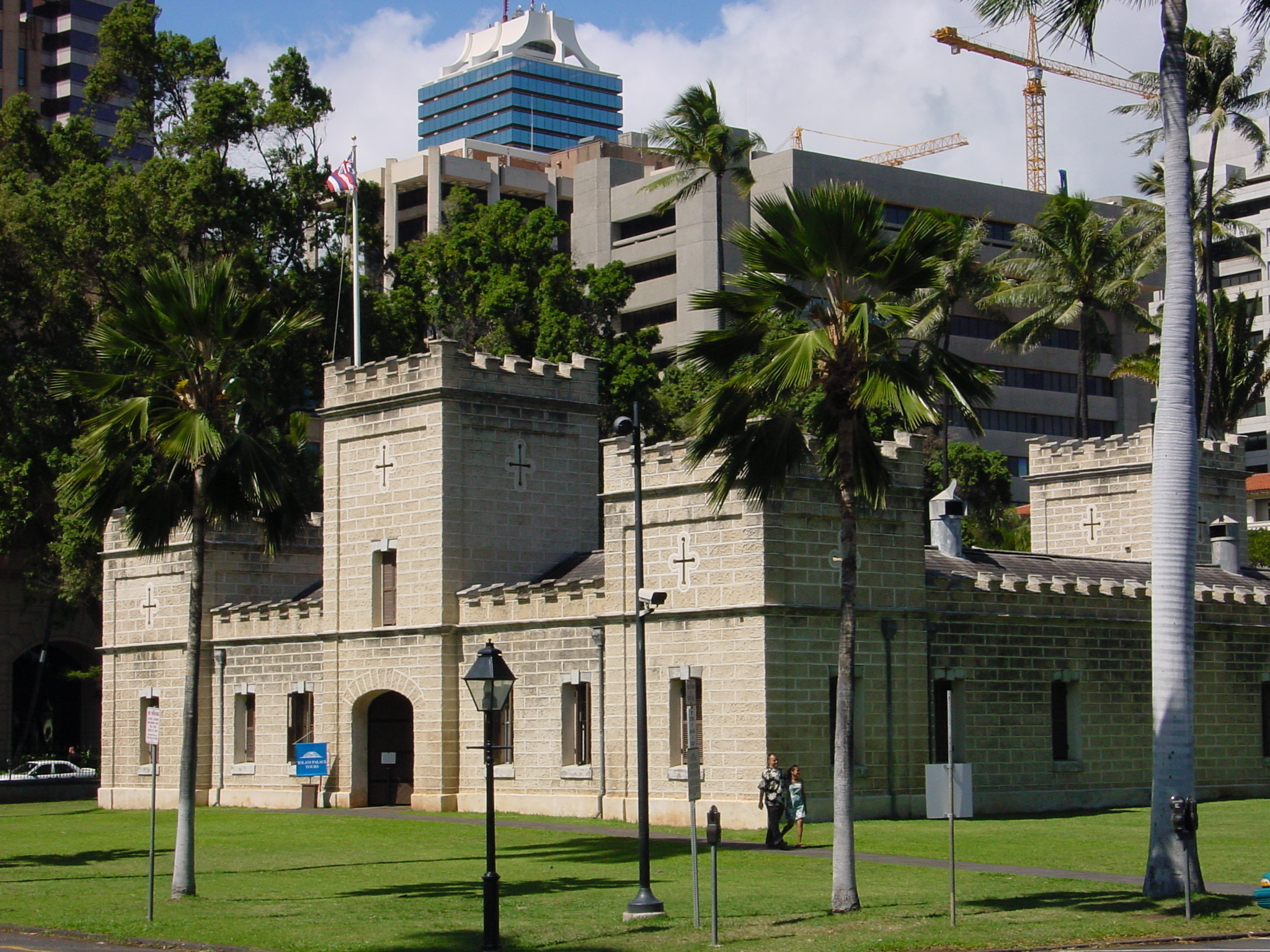
Barracones de 'Iolani, 2007

La rebelión de Wilcox de 1888 fue un complot para derrocar al rey de Hawái, Kalākaua, y reemplazarlo con su hermana en un golpe de Estado en respuesta a la creciente tensión política entre la legislatura y el rey después de la constitución de 1887. La hermana de Kalākaua, la princesa Liliʻuokalani, y su esposa, la reina Kapiolani, regresaron del jubileo de oro de la reina Victoria inmediatamente después de que las noticias llegaran a Gran Bretaña.
El primo lejano de Kalākaua, Robert William Wilcox, un oficial hawaiano nativo y veterano del ejército italiano, regresó a Hawái casi al mismo tiempo que Liliʻuokalani en octubre de 1887, cuando cesó la financiación de su programa de estudios al firmarse la nueva constitución. Wilcox, Charles B. Wilson, la princesa Liliʻuokalani y Sam Nowlein intentaron derrocar al rey Kalākaua para reemplazarlo con Liliʻuokalani. Tenían 300 conspiradores hawaianos escondidos en los Barracones de 'Iolani y una alianza con la Guardia Real, pero el complot fue descubierto por accidente en enero de 1888, menos de 48 horas antes de que se hubiera iniciado la revuelta. Ninguno fue procesado, pero Wilcox fue exiliado. El 11 de febrero de 1888, Wilcox se fue de Hawái a San Francisco, con la intención de regresar a Italia con su esposa. 
El Partido Misionero, que había impuesto la Constitución Bayoneta a Kalākaua, le ofreció el trono varias veces a la princesa Liliʻuokalani, pero ella creía que se convertiría en una figura impotente como su hermano y rechazó la proposición de inmediato.

### Liliʻuokalani intenta reescribir la constitución
En noviembre de 1889, Kalākaua viajó a San Francisco por cuestiones de salud, hospedándose en el Palace Hotel. Murió allí el 20 de enero de 1891. Su hermana Liliʻuokalani asumió el trono en medio de una crisis económica. La Ley McKinley había paralizado a la industria azucarera hawaiana al eliminar los aranceles sobre las importaciones de azúcar de otros países en Estados Unidos, eliminando la ventaja hawaiana anterior obtenida a través del Tratado de Reciprocidad de 1875. Muchas empresas y ciudadanos de Hawái sintieron tensión por la pérdida de ingresos; en respuesta, Liliʻuokalani propuso un sistema de lotería para recaudar fondos para su gobierno. También se propuso un polémico proyecto de ley de licencias de opio. Sus ministros y amigos más cercanos se oponían a este plan; intentaron sin éxito disuadirla de perseguir estas iniciativas, las cuales se usaron en su contra en la crisis constitucional en ciernes.
El principal deseo de Liliʻuokalani era devolverle el poder al monarca abrogando la Constitución Bayoneta de 1887 y promulgando una nueva, una idea que fue ampliamente apoyada por la población hawaiana. La Constitución de 1893 habría aumentado el sufragio al reducir algunos requisitos de propiedad y eliminado los privilegios de voto otorgados a los residentes europeos y estadounidenses. Habría también impedido el derecho a voto a muchos empresarios europeos y estadounidenses residentes que no eran ciudadanos de Hawái. La reina recorrió varias islas a caballo, dialogando con la gente sobre sus ideas y recibiendo un apoyo abrumador, incluyendo una larga petición en apoyo de una nueva constitución. Sin embargo, cuando la reina informó a su gabinete de sus planes, retuvieron su apoyo debido a una comprensión de la posible respuesta de sus oponentes a estos planes.
Aunque hubo amenazas a la soberanía de Hawái a lo largo de la historia del reino, no fue hasta la firma de la Constitución Bayoneta en 1887 que esta amenaza comenzó a realizarse. El evento precipitante condujo al derrocamiento del Reino de Hawái el 17 de enero de 1893, fue el intento de la Reina Liliʻuokalani de promulgar una nueva constitución que hubiera fortalecido el poder del monarca en relación con la legislatura, donde las élites empresariales tenían un poder desproporcionado. Los objetivos declarados de los conspiradores, que eran sujetos no nativos del Reino de Hawái —cinco ciudadanos de los Estados Unidos, un inglés y un alemán— eran destituir a la reina, derrocar a la monarquía y buscar la anexión de Hawái a los Estados Unidos.

## El derrocamiento

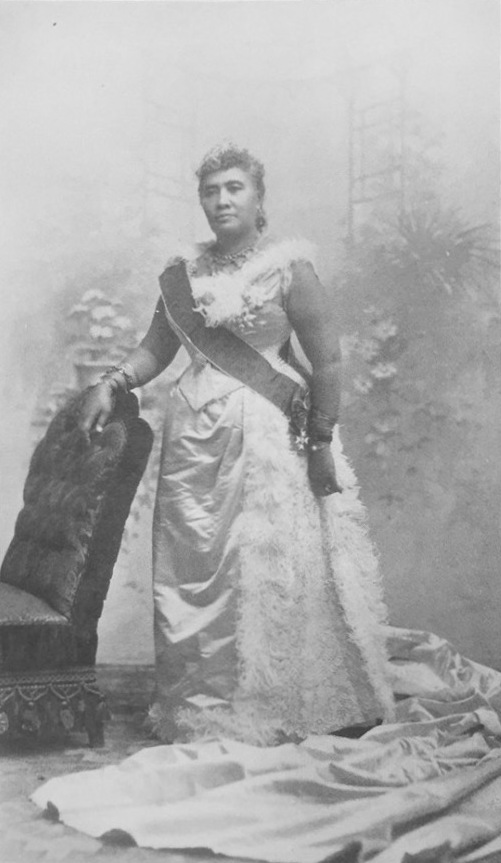
Reina Liliʻuokalani

El derrocamiento en sí fue iniciado por el editor de periódicos Lorrin Thurston, un sujeto hawaiano y exministro del Interior, nieto de misioneros estadounidenses, y encabezado oficialmente por el presidente del Comité de Seguridad, Henry E. Cooper, un abogado estadounidense. Obtuvieron su apoyo principalmente de la clase empresarial estadounidense y europea que residía en Hawái y de otros partidarios del Partido de la Reforma del Reino de Hawái. La mayoría de los líderes del Comité de Seguridad que depusieron a la reina eran ciudadanos estadounidenses y europeos que también eran súbditos del reino. Incluyeron a legisladores, funcionarios del gobierno y un juez de la Corte Suprema del Reino de Hawái.
El 16 de enero, el mariscal del reino, Charles B. Wilson fue informado por los detectives del inminente derrocamiento planificado. Wilson solicitó órdenes de arresto contra los 13 miembros del Consejo del Comité de Seguridad y sometió al reino a la ley marcial. Debido a que los miembros tenían fuertes vínculos políticos con el ministro de gobierno de los Estados Unidos, John L. Stevens, las solicitudes fueron rechazadas repetidamente por el fiscal general Arthur P. Peterson y el gabinete de la reina, temiendo que, de ser aprobadas, los arrestos intensificaran la situación. Después de una negociación fallida con Lorrin A. Thurston, Wilson empezó a reunir a sus hombres para la confrontación. Wilson y el capitán de la Guardia de la Casa Real, Samuel Nowlein, reunieron un ejército de 496 hombres para proteger a la reina.
El evento comenzó el 17 de enero de 1893, cuando el revolucionario John Good le disparó a Leialoha, un policía nativo que intentaba detener un vagón que llevaba armas a Honolulu Rifles, el grupo paramilitar del Comité de Seguridad liderado por Lorrin Thurston. El Comité de Seguridad temió que los disparos trajeran fuerzas gubernamentales que derrotasen a los conspiradores y detuvieran el derrocamiento antes de que pudiera comenzar. El Comité de Seguridad inició el derrocamiento organizando bajo su mando a los Honolulu Rifles, conformados por aproximadamente 1500 hombres no nativos y armados, con la intención de deponer a la reina Liliʻuokalani. Los Rifles guarnecieron a Aliiolani Hale a través de la calle del Palacio 'Iolani y esperaron la respuesta de la reina.
A medida que se desarrollaban los eventos, el Comité de Seguridad expresó preocupación por la seguridad y propiedad de los residentes estadounidenses en Honolulu.
El 17 de enero de 1893, el presidente del Comité de Seguridad, Henry E. Cooper, se dirigió a una multitud reunida frente al Palacio 'Iolani, la residencia real oficial, y leyó en voz alta una proclamación que depuso formalmente a la reina Liliʻuokalani, abolió la monarquía hawaiana y estableció un gobierno provisional bajo el presidente Sanford B. Dole. 

### Participación de Estados Unidos

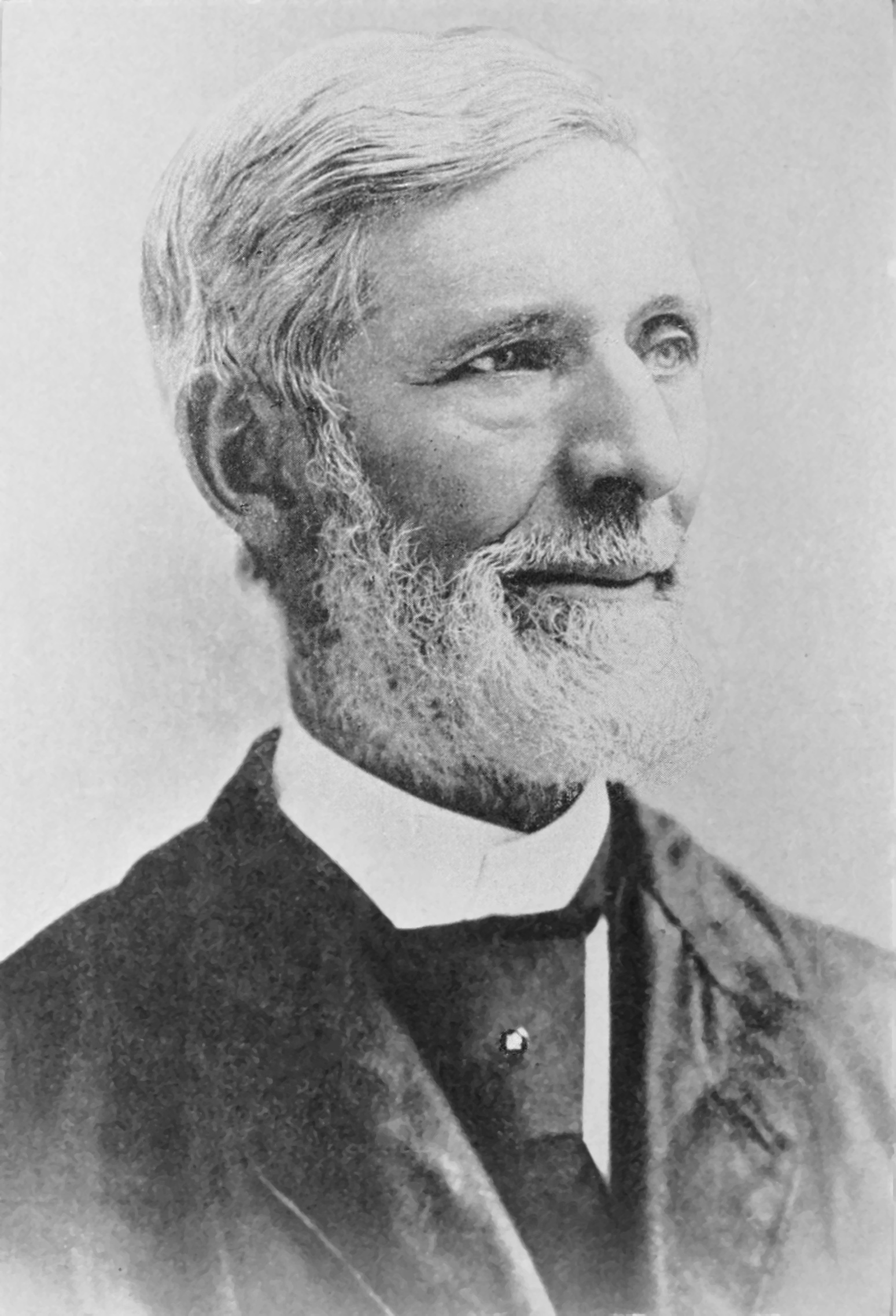
John L. Stevens, diplomático de los Estados Unidos que conspiró para derrocar al Reino de Hawái

Los esfuerzos por derrocar a la reina fueron apoyados por el ministro de Gobierno de los Estados Unidos, John L. Stevens, con una invasión de los marines estadounidenses, que llegaron a tierra a petición de los conspiradores. Stevens, informado y asesorado sobre las supuestas amenazas a vidas y propiedades de estadounidenses no combatientes por el Comité de Seguridad, accedió a su petición y convocó a una compañía de marines estadounidenses uniformados del USS Boston y 162 marineros para aterrizar en el reino bajo órdenes de neutralidad y tomar posiciones en la Legación de Estados Unidos, el Consulado y en Arion Hall en la tarde del 16 de enero de 1893.
El derrocamiento dejó a la reina encarcelada en el Palacio de 'Iolani bajo arresto domiciliario. Los marineros e infantes de marina de Estados Unidos no entraron a los terrenos del palacio ni se apoderaron de ningún edificio, y nunca dispararon, pero su presencia sirvió de manera efectiva para intimidar a los defensores de la monarquía. El historiador William Russ afirma que «la orden judicial para prevenir cualquier tipo de lucha hizo imposible que la monarquía se proteja a sí misma».  Debido al deseo de la reina «de evitar cualquier colisión de las fuerzas armadas, y tal vez la pérdida de vidas» por sus súbditos y después de algunas deliberaciones, ante la insistencia de asesores y amigos, la reina ordenó a sus fuerzas que se rindieran. Honolulu Rifles tomó los edificios gubernamentales, desarmaron a la Guardia Real y declararon un gobierno provisional.
Según el libro de la reina, su amigo y ministro, J. S. Walker, «vino y me dijo que había cumplido con un deber doloroso, que el partido de la oposición me había pedido que abdicara». Después de consultar con sus ministros, entre ellos Walker, la reina concluyó que «ya que las tropas de los Estados Unidos habían sido desembarcadas para apoyar a los revolucionarios, por orden del ministro estadounidense, sería imposible para nosotros hacer resistencia». A pesar de las reiteradas afirmaciones de que el derrocamiento fue «sin sangre», el libro de la reina señala que Liliuokalani recibió a «amigos [que] expresaron su pésame en persona; entre estos, la Señora J. S. Walker, que había perdido a su marido por el trato que recibió de manos de los insurgentes. Fue uno de los muchos que, desde la persecución, había fallecido».
La anexión inmediata fue impedida por el discurso pronunciado por el presidente Grover Cleveland en el Congreso de esa época, en el que afirmó que: 

[...] la manifestación militar en el suelo de Honolulu fue de por sí un acto de guerra; a menos que sea hecho con el consentimiento del gobierno de Hawái o con el propósito de buena fe de proteger las vidas y propiedades en peligro de los ciudadanos de los Estados Unidos. Pero no hay pretexto de tal consentimiento por parte del gobierno de la reina [...] el gobierno existente, en lugar de solicitar la presencia de una fuerza armada, protestó contra este. Hay tan pocos fundamentos para el pretexto de que las fuerzas fueron desembarcadas por la seguridad de la vida y propiedad de los estadounidenses. Si hubiera sido así, habrían estado estacionados en las proximidades de dichos bienes para protegerlos, en lugar de a cierta distancia y para comandar el Palacio de la Casa de Gobierno de Hawái. Cuando estos hombres armados fueron desembarcados, la ciudad de Honolulu se encontraba en su estado de orden y paz.

No obstante, la República de Hawái fue declarada en 1894 por los mismos partidos que habían establecido el gobierno provisional. Entre ellos se encontraban Lorrin A. Thurston, un redactor de la Constitución Bayoneta, y Sanford Dole, quien se nombró a sí mismo Presidente de la República el 4 de julio de 1894.

## Secuelas

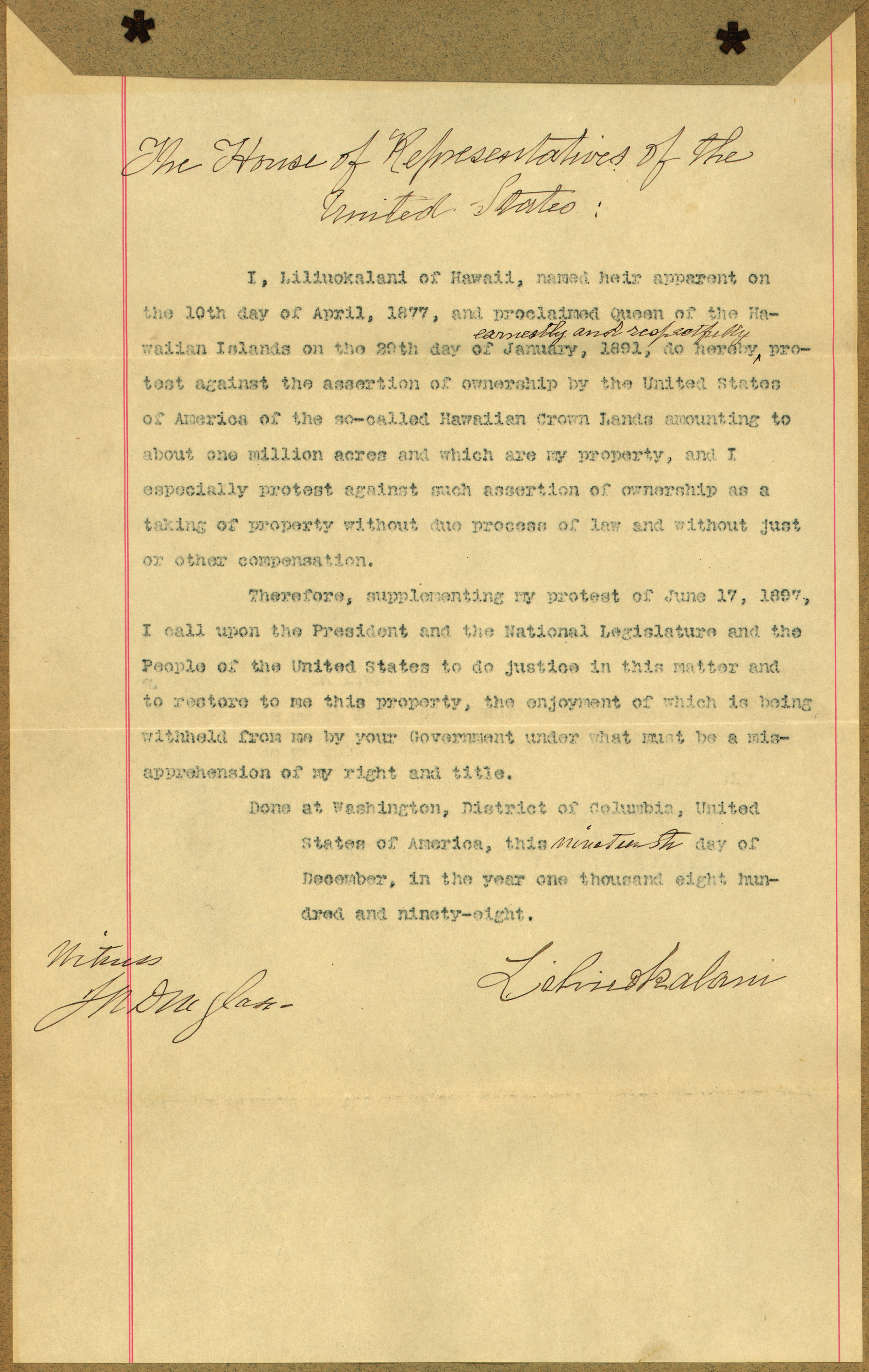
Carta de la reina del 19 de diciembre de 1898.

Se estableció un gobierno provisional con el total apoyo de Honolulu Rifles, un grupo de milicianos que defendió el sistema de gobierno promulgado por la Constitución Bayoneta contra la rebelión de Wilcox en 1889.
El 17 de enero de 1893, la misiva de la reina en la que cedía la autoridad protestó contra el derrocamiento:

Yo, Liliʻuokalani, por la gracia de Dios y de acuerdo con la Constitución del Reino de Hawái, por la presente, protesto solemnemente contra todos y cada uno de los actos hechos contra mí y contra el Gobierno Constitucional del Reino de Hawái por parte de ciertas personas que afirman haber establecido un Gobierno Provisional de y para este reino.

Me rindo a la fuerza superior de los Estados Unidos cuyo ministro plenipotenciario, su excelencia John L. Stevens, ha provocado que las tropas de los Estados Unidos desembarcaran en Honolulú y declaró que apoyaría al Gobierno Provisional.

Ahora, para evitar cualquier colisión de las fuerzas armadas, y tal vez la pérdida de vidas, lo hago bajo protesta e, impulsada por dicha fuerza, cedo la autoridad hasta que el Gobierno de los Estados Unidos, sobre los hechos que se le presentan, deshaga la acción de sus representantes y me restituya a la autoridad que reclamo como Soberana Constitucional de las Islas de Hawái.

El 19 de diciembre de 1898, la reina enmendaría la declaración con el Memorial of Queen Liliuokalani in relation to the Crown lands of Hawaii, protestando aún más por el derrocamiento y la pérdida de propiedades.

## Respuesta

### Estados Unidos
El recién inaugurado presidente de Estados Unidos, Grover Cleveland, pidió una investigación sobre el derrocamiento. Esta investigación fue llevada a cabo por el excongresista James Henderson Blount. Blount concluyó en su informe del 17 de julio de 1893 que «los representantes diplomáticos y militares de los Estados Unidos habían abusado de su autoridad y eran responsables del cambio de gobierno». El ministro Stevens fue destituido y el comandante de las fuerzas militares en Hawái se vio obligado a renunciar a su comisión. El presidente Cleveland declaró: «De este modo, se ha cometido un error sustancial que requiere un debido respeto por nuestro carácter nacional y los derechos de las personas heridas que debemos esforzarnos por reparar la monarquía». Cleveland declaró además en su discurso sobre el Estado de la Unión de 1893 que, «A la vista de los hechos desarrollados, me pareció que el único curso honorable que nuestro gobierno podía seguir era deshacer el error que habían cometido los que nos representaban y restaurar en la medida de lo posible el estado existente en el momento de nuestra intervención forzosa». El asunto fue remitido por Cleveland al Congreso el 18 de diciembre de 1893, después de que la reina se negara a aceptar la amnistía para los traidores como condición de reincorporación. El ministro Willis, quien no se había dado cuenta de que Cleveland ya había enviado el asunto al congreso, presentó al presidente de Hawái, Sanford Dole, una solicitud de reincorporación. Dole rechazó categóricamente las demandas de Cleveland para reincorporar a la Reina.
El Comité de Relaciones Exteriores del Senado, presidido por el senador John Tyler Morgan y compuesto en su mayoría por senadores a favor de la anexión, inició su propia investigación para desacreditar el informe de Blount, utilizando declaraciones juradas proanexionistas de Hawái y el testimonio proporcionado al Senado de los Estados Unidos en Washington, D. C. El Informe Morgan contradijo el Informe Blount y exoneró al Ministro Stevens y a las tropas militares de los Estados Unidos que los hallaron «no culpables» de participar en el derrocamiento. Cleveland cejó en sus esfuerzos anteriores por restaurar a la reina, y adoptó una posición de reconocimiento del denominado Gobierno Provisional y la República de Hawái que prosiguió.
La Comisión de Estudio de los Nativos de Hawái del Congreso de los Estados Unidos en su informe final de 1983 no encontró ninguna obligación histórica, legal o moral para que el gobierno de los Estados Unidos proporcione asistencia, derechos colectivos o indemnización a los nativos de Hawái.
En 1993, en el centenario del derrocamiento del Reino de Hawái, el congreso aprobó una resolución que el presidente Bill Clinton promulgó, ofreciendo una disculpa a los nativos de Hawái por parte de los Estados Unidos por su participación en el derrocamiento del Reino de Hawái. La ley se conoce como la Resolución de disculpas, y representa una de las cinco veces que el gobierno de los Estados Unidos se ha disculpado formalmente por sus acciones.

### Internacional
Todos los gobiernos con presencia diplomática en Hawái, excepto el Reino Unido, reconocieron al Gobierno provisional dentro de las 48 horas posteriores al derrocamiento a través de sus consulados. Los países que reconocieron al nuevo Gobierno provisional son Chile, Austria-Hungría, México, Rusia, Países Bajos, Alemania imperial, Suecia, España, Imperio del Japón, Italia, Portugal, Dinamarca, Bélgica, China, Perú y Francia. Cuando la República de Hawái fue declarada el 4 de julio de 1894, todas las naciones con relaciones diplomáticas dieron su reconocimiento inmediato de facto, excepto Gran Bretaña, cuya respuesta llegó en noviembre de 1894.

### Contrarrevolución hawaiana
Una sublevación de cuatro días suscitados entre el 6 y el 9 de enero de 1895, comenzó con un intento de golpe de Estado para restaurar la monarquía, e incluyó batallas entre los monárquicos y los rebeldes republicanos. Más tarde, después de que se encontró un alijo de armas en los terrenos del palacio después del intento de rebelión en 1895, la reina Liliuokalani fue arrestada, juzgada por un tribunal militar de la República de Hawái, declarada culpable de mala conducta y encarcelada en su propia casa. El 24 de enero, Liliuokalani abdicó, acabando formalmente la monarquía hawaiana.

## República, anexión de Estados Unidos, estadidad

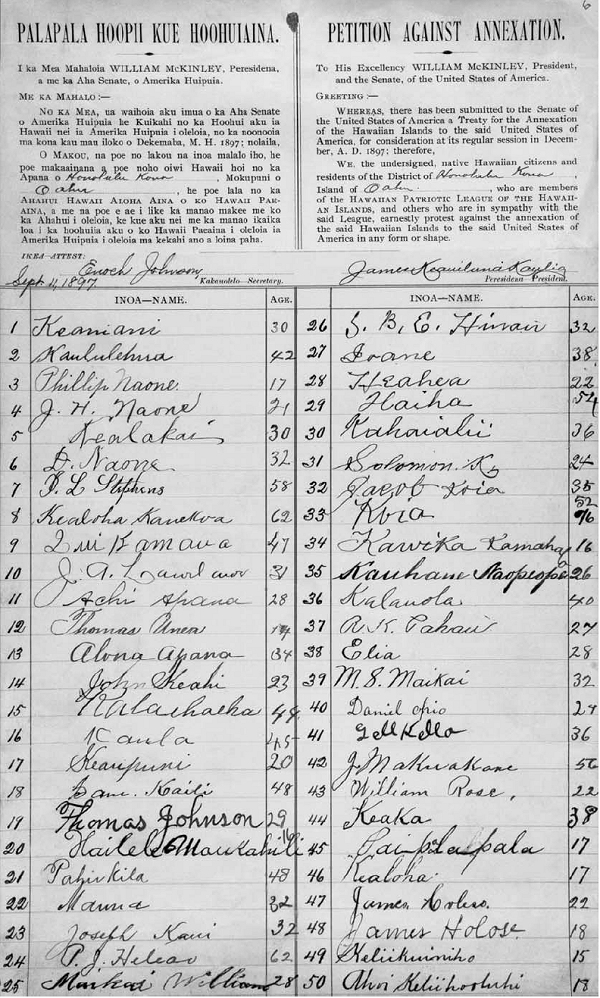
Las peticiones Kūʻē. Varios grupos monárquicos presentaron peticiones contra la anexión en 1897. En 1900, aquellos grupos se disolvieron y formaron el Partido Independiente de Hawái, bajo el mando de Robert Wilcox, el primer representante del Congreso del territorio de Hawái.

El Comité de Seguridad declaró a Sanford Dole presidente del nuevo Gobierno Provisional del Reino de Hawái el 17 de enero de 1893, eliminando a la reina, a su gabinete y a su mariscal del cargo. El 4 de julio de 1894 se proclamó la República de Hawái.  Dole fue presidente de ambos gobiernos. Como república, el gobierno tenía la intención de hacer campaña para la anexión con los Estados Unidos. La razón detrás de la anexión incluía un fuerte factor componente: los bienes y servicios hawaianos exportados al continente no estarían sujetos a los aranceles de los Estados Unidos si Hawái formaba parte de este territorio. 
En 1897, William McKinley sucedió a Cleveland como presidente de Estados Unidos. Un año más tarde firmó la Anexión de Hawái, cuya anexión tuvo lugar el 7 de julio de 1898. La ceremonia formal que marcó la anexión se llevó a cabo en el Palacio de 'Iolani el 12 de agosto de 1898. Casi ningún hawaiano nativo asistió, y los pocos que estaban en las calles llevaban flores de ilima monárquicas en sus sombreros o cabellos y, en sus pechos, banderas hawaianas con el lema: Kuu Hae Aloha (mi amada bandera). La mayoría de los 40 000 hawaianos nativos, incluyendo a Liliuokalani y la familia real, se encerraron en sus hogares, protestando contra lo que consideraban una transacción ilegal. «Cuando llegó la noticia de la anexión, fue más amarga que la muerte para mí», dijo la sobrina de Liliuokalani, la princesa Ka'iulani, al San Francisco Chronicle. «Ya era suficientemente malo perder el trono, pero fue infinitamente peor tener la bandera arriada». La bandera hawaiana se arrió por última vez mientras que la Royal Hawaiian Band tocaba el himno nacional hawaiano.
Las islas hawaianas, junto con las islas Palmyra y Stewart, se convirtieron en el territorio de Hawái, un territorio de los Estados Unidos, con un nuevo gobierno establecido el 22 de febrero de 1900. Sanford Dole fue nombrado como el primer gobernador. El Palacio de 'Iolani fue la capital del gobierno hawaiano hasta 1969.